# Generalgouvernement Nieder- und Mittelrhein
Das Generalgouvernement Nieder- und Mittelrhein entstand 1814 während der Befreiungskriege als Verwaltungsorganisation der Alliierten, um die im Kampf gegen Napoleon eroberten Gebiete zu verwalten. Das Generalgouvernement war organisatorisch Teil des Zentralverwaltungsdepartement für die besetzten Gebiete (franz. Département Central d’Administration temporaire), anfangs Zentralverwaltungsrat genannt.
Das Generalgouvernement Nieder- und Mittelrhein entstand aus den beiden zunächst getrennten Generalgouvernements Mittelrhein (bestand seit dem 2. Februar 1814) und Niederrhein (bestand seit dem 10. März 1814).
Am Rande des Pariser Friedens vom 30. Mai 1814 beschlossen die Alliierten, das Generalgouvernement Mittelrhein aufzulösen. Der Deutschland verbliebene Anteil dieses Generalgouvernements wurde an der Mosel geteilt. Das links der Mosel liegende Gebiet sowie das Stadtgebiet von Koblenz wurde am 16. Juli 1814 mit dem Generalgouvernement Niederrhein unter der Leitung Johann August Sack vereinigt, unter der Bezeichnung Generalgouvernement Nieder- und Mittelrhein neu eingerichtet und direkt der preußischen Verwaltung unterstellt. Sitz des Generalgouvernements war Aachen. Der rechts der Mosel liegende Teil des vorherigen Generalgouvernements Mittelrhein wurde der Gemeinschaftlichen Landes-Administrations-Kommission zugeordnet, die unter der Verwaltung von Österreich und Bayern stand.
Auf dem Wiener Kongress 1815 wurden die Gebiete des Generalgouvernements im Wesentlichen Preußen zugeschlagen. Die neu entstandene preußische Provinz Großherzogtum Niederrhein umfasste die Regierungsbezirke Koblenz, Aachen und Trier.